# Бражник молочайний
Бражник молочайний (Hyles euphorbiae) — вид метеликів роду Hyles родини бражникових.

## Опис

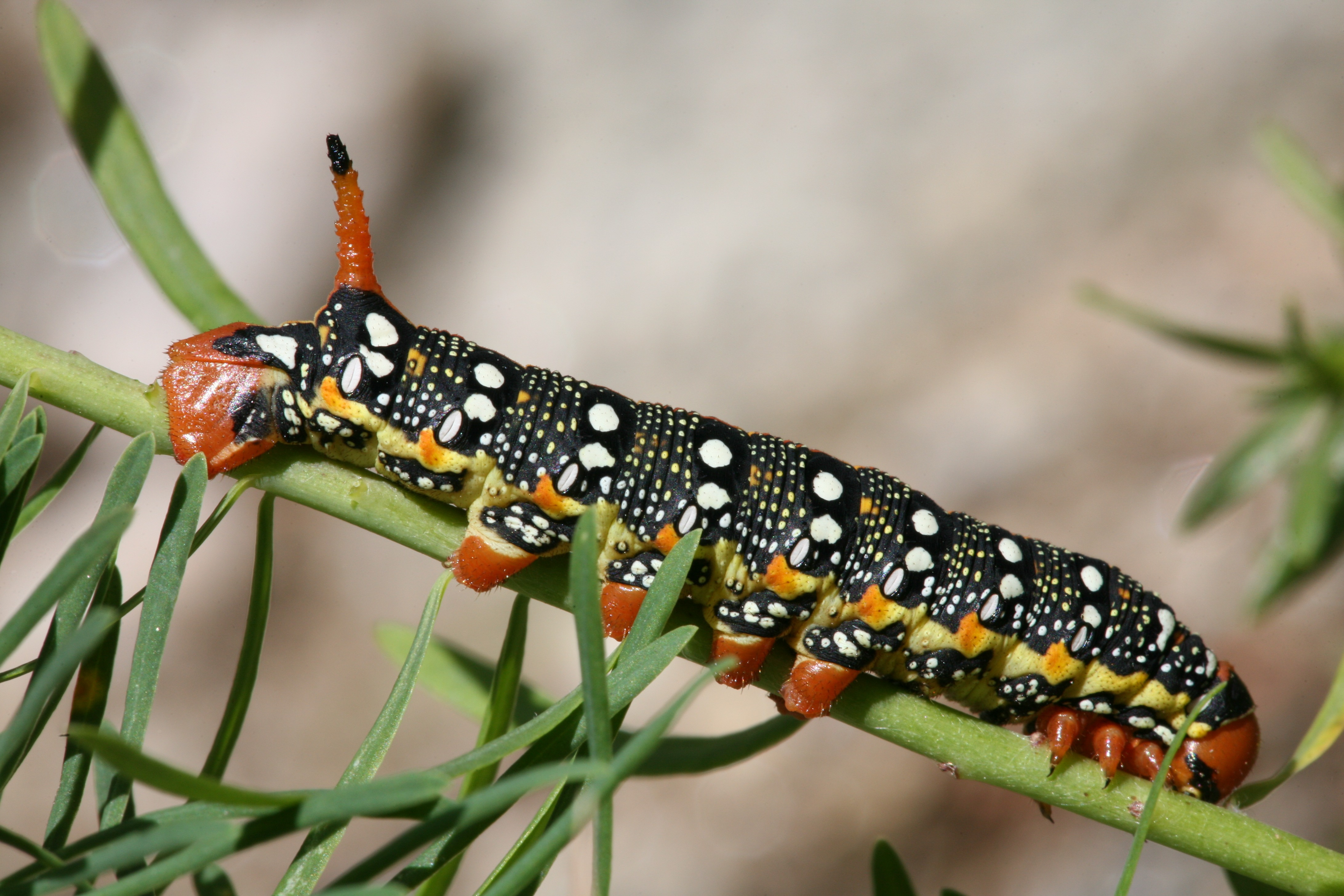
Гусінь

Передні крила зеленувато-бурі, з сіро-жовтою поздовжньою широкою смугою, в розмаху до 70 мм. Задні крила яскраво-червоні, з темною плямою при основі та темною смужкою вздовж зовнішнього краю. Літає з червня по вересень.
Гусениця до 70 мм завдовжки, зеленувато-бура, з поздовжньою червоною смужкою на спині, по боках — з жовтими квадратиками та серпочками, а також білими очками, облямованими чорним. Ріг червоний, з чорним кінчиком. З червня по жовтень живе на молочаї.
Лялечка буро-брудно-жовта.
В Україні поширений скрізь.

## Цікаві факти
- 2014 року цей вид метеликів оголошено в Німеччині метеликом року.

## Галерея
|  |
|  |

|  |
|  |

|  |
|  |

|  |
|  |

|  |
|  |

|  |
|  |

|  |
|  |

|  |
|  |